# Списак највиших зграда у Нишу
Већина зграда у Нишу изнад 50 метара изграђено је седамдесетих и осамдесетих година. Тренутно највиша зграда у Нишу је ТВ5 Солитер са висином од 81 метар.
| Ранг | Име                                  | Висина у метрима | Спратност | Година изградње | Напомене                                                                    |
| ---- | ------------------------------------ | ---------------- | --------- | --------------- | --------------------------------------------------------------------------- |
| 1    | ТВ5 Солитер                          | 81               | 25        | 1973            | Највиша зграда у Нишу и највиша зграда изван Београда                       |
| 2    | Ауто-Кућа                            | 64.5             | 20        |                 | Један од станова са северне стране зграде на 18. спрату је изгорео у пожару |
| 2а   | Два солитера у улици Војводе Мишића  | 64.5             | 20        |                 |                                                                             |
| 3    | Хотел Амбасадор                      | 56               | 17        | 1968            |                                                                             |
| 4    | Солитер на почетку булевара Немањића |                  |           |                 |                                                                             |